# Dans le piège
Pour les articles homonymes, voir The Trap.
Pour plus de détails, voir Fiche technique et Distribution.
Dans le piège (titre original : The Trap) est un film muet américain réalisé par Frank Reicher et sorti en 1919.

## Fiche technique
- Titre français : Dans le piège
- Titre original : The Trap
- Réalisation : Frank Reicher
- Scénario : Richard Harding Davis, Jules Eckert Goodman, Eve Unsell
- Producteur :
- Société de production : Universal Film Manufacturing Company
- Société de distribution : Universal Film Manufacturing Company
- Pays de production :  États-Unis
- Langue : film muet avec les intertitres en anglais
- Métrage 1 500 mètres
- Format : Noir et blanc — 35 mm — 1,33:1 — Muet
- Genre : Film dramatique
- Durée : 50 minutes
- Dates de sortie : 
  - États-Unis : 11 août 1919
  - France : 19 août 1921

## Distribution
- Olive Tell : l'institutrice
- Sydney Mason : Le mari courtier
- Jere Austin : Le mari prospecteur
- Rod La Rocque : Le maître-chanteur
- Tallulah Bankhead : Helen Carson
- Joseph Burke : Le père
- Earl Schenck : Le frère